# 史文斌
史文斌（1966年6月—），中华人民共和国政治人物，中共党员，汉族，生于江西省彭泽县，1989年7月参加工作，曾任中共上饶市委书记、中共江西省委常委等职，现任中共吉林省委常委、纪委书记、省监察委员会主任。

## 生平
曾任中共湖口县委副书记、县政府县长，中共永修县委书记、江西省文化厅党组成员、省文物局局长、中共景德镇市委常委、组织部长、市政府常务副市长、中共景德镇市委副书记、江西省扶贫和移民办公室、省扶贫办公室主任、中共上饶市委书记，中共江西省委常委、秘书长。2023年12月，跨省出任中共吉林省委常委，纪委书记。